# Piotr Salwa
Piotr Salwa (ur. 15 października 1950 r.) – profesor nauk humanistycznych, członek korespondent Polskiej Akademii Nauk od 2013 roku oraz dyrektor Stacji Naukowej PAN w Rzymie. Jego specjalnością naukową są: literaturoznawstwo włoskie (dzieje literatury włoskiej okresu XIII–XVII wieku, dawna nowelistyka toskańska, krótkie formy narracyjne), teoria literatury (narratologia), oraz dzieje stosunków kulturalnych między Polską a Włochami.
Absolwent IX Liceum Ogólnokształcącego im. Klementyny Hoffmanowej w Warszawie. Stopień doktora nauk humanistycznych uzyskał w 1978 roku, a tytuł profesora w 1996 roku.

## Wybrane prace naukowe
- Narrazione, persuasione, ideologia – una lettura del 'Novelliere' di Giovanni Sercambi lucchese, 1991, Pacini Fazzi, Lucca;
- Historia literatury włoskiej, Semper, 1997, Warszawa (autorstwo i redakcja naukowa);
- Historie zmyślone – historie prawdziwe. Ideologia i polityka w dawnej noweli toskańskiej, 2000, Semper, Warszawa (wersja włoska La narrativa tardogotica toscana, Cadmo, Firenze, 2004);
- Petrarka a jedność kultury europejskiej. Materiały międzynarodowego zjazdu – Warszawa, 27–29 V 2004, 2005, Semper, Warszawa (redakcja naukowa);
- Francesco Petrarca, Drobne wiersze włoskie [Rerum vulgarium fragmenta], 2005, Słowo/obraz terytoria, Gdańsk (redakcja naukowa);
- Umberto Eco, Lector in fabula, 1994, PIW, Warszawa (przekład) ;
- Boccaccio e la nuova ars narrandi. Atti del convegno internazionale, 2015, Sub Lupa, Warszawa (redakcja naukowa)[1]

## Odznaczenia i nagrody
- Nagroda Ministra Edukacji Naukowej (dwukrotnie - 1987, 1998);
- Nagroda Literacka Premio Mondello (2007);
- Złoty Krzyż Zasługi;
- Order Komandorski Gwiazdy Solidarności Włoskiej (Stella della Solidarieta Italiana)[1]